# Leptotarsus liponeura
Leptotarsus liponeura är en tvåvingeart som beskrevs av Alexander 1920. Leptotarsus liponeura ingår i släktet Leptotarsus och familjen storharkrankar. Inga underarter finns listade i Catalogue of Life.